# Чуваші
Чуваші (чув. чăвашсем) — тюркомовний народ, основне населення Чувашії. Інколи чувашів, що проживають у віддалених від Чувашії областях, називають аякчі, тобто «віддалені».

## Назва
Існує кілька версій походження назви народу. З однією з них слово «чуваш» спочатку означало «мешканець краю», «селянин» і за часів Волзької Булгарії та Казанського ханства було загальною назвою посполитого населення. З утвердженням ісламу ті, хто його прийняв, почали ідентифікувати себе насамперед як мусульмани. Натомість «чувашами» стали називати себе ті булгари, які нової релігії не прийняли (більшість з них з часом охрестилися). Зрештою слово «чуваші» перетворилося на самоназву окремого народу, що, окрім іншого, зберіг мову, яка належала до огурських (на відміну від татарської мови нащадків східних булгар, яка є кипчацькою).

## Чисельність і територія
За останнім переписом населення в Росії проживає 1 637 200 чувашів. З них 889 268 живуть у Чувашії. Решта в інших суб'єктах РФ: Татарстані (126 500), Башкортостані (117 300), Самарській області (101 400), Ульяновській області (101 300), а також в інших областях. Закордонні діаспори чувашів найбільші в Казахстані та Україні.
Чуваші поділяються на 3 субетнічні групи:
- верхові чуваші (вір'ял, турі) — північ, північний схід Чувашії
- лукові чуваші (анат єнчі) — центр, південний захід Чувашії
- низові чуваші (анатрі) — південь Чувашії та прилеглі райони Татарстана.

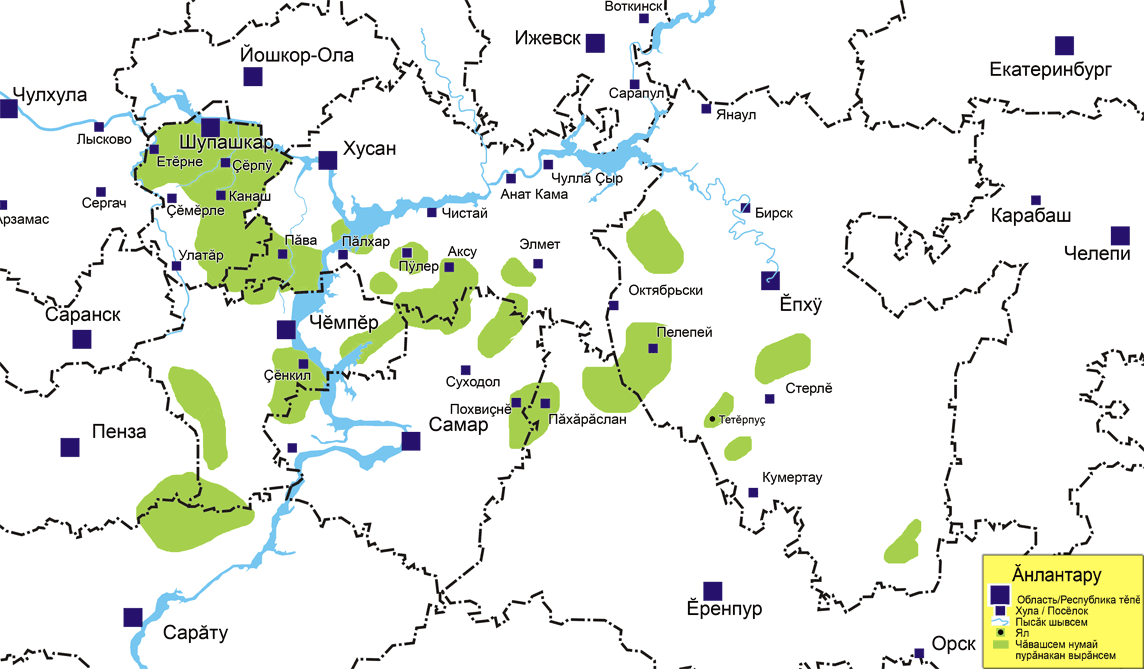
Розселення чувашів у Приволзькому федеральному окрузі
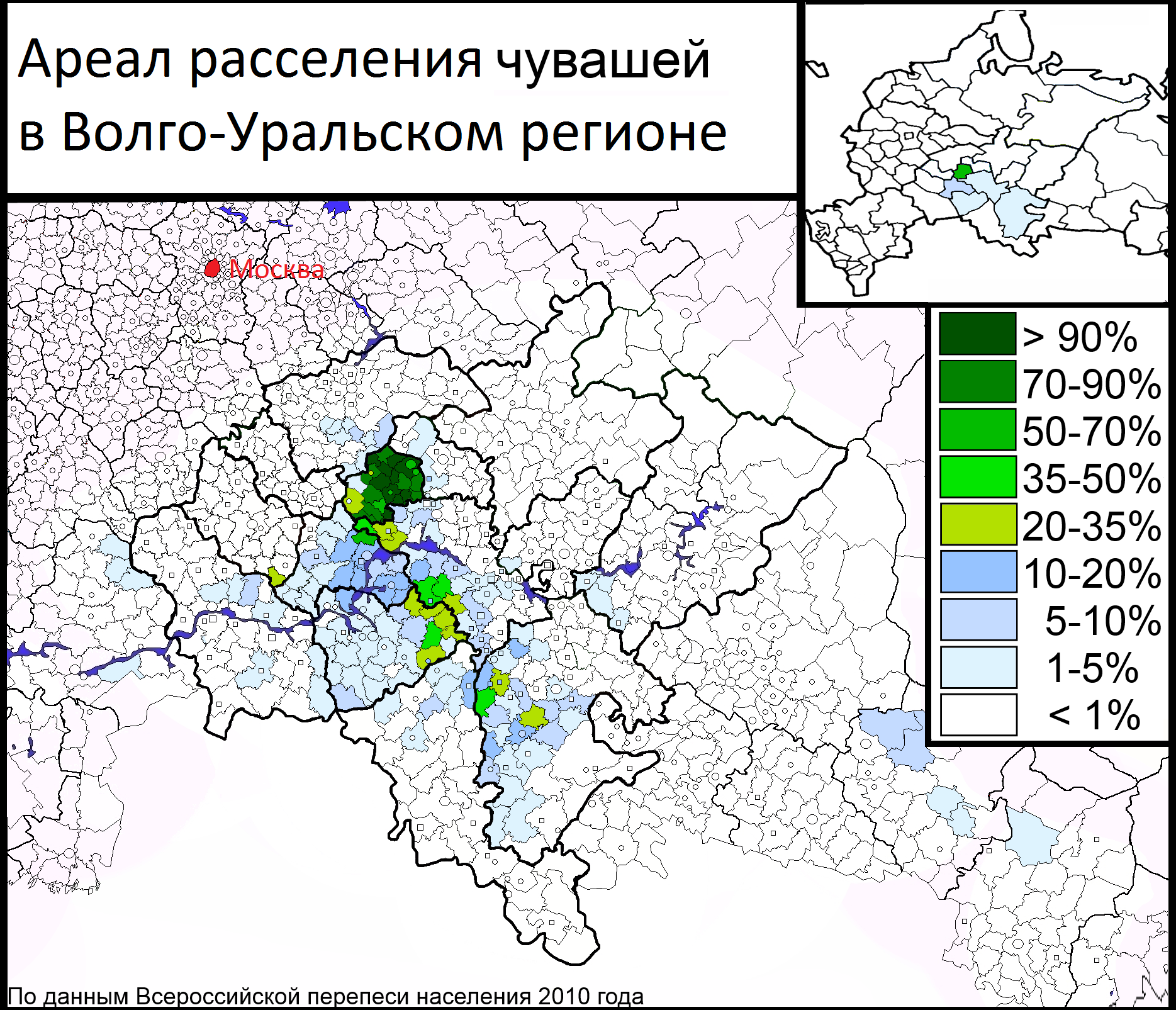
Розселення чувашів у Ідель-Уралі
Чуваші у Російській імперії
Чуваші у Росії
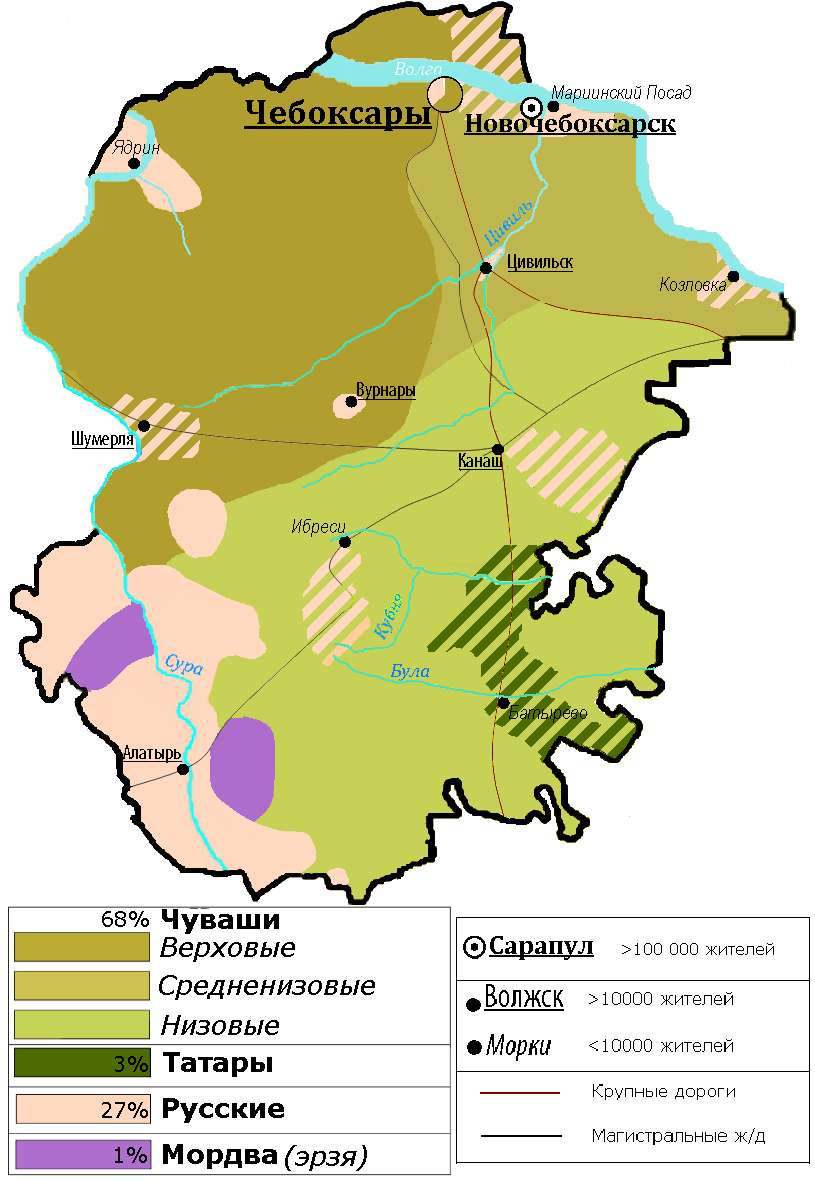
Народи Чувашії та етнічні групи чувашів
Чуваші у Башкортостані
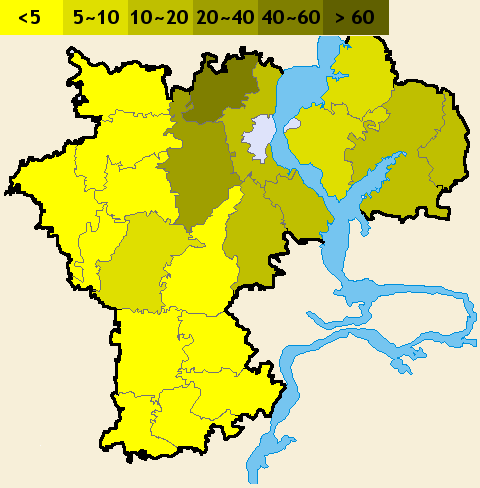
Чуваші в Ульяновській області
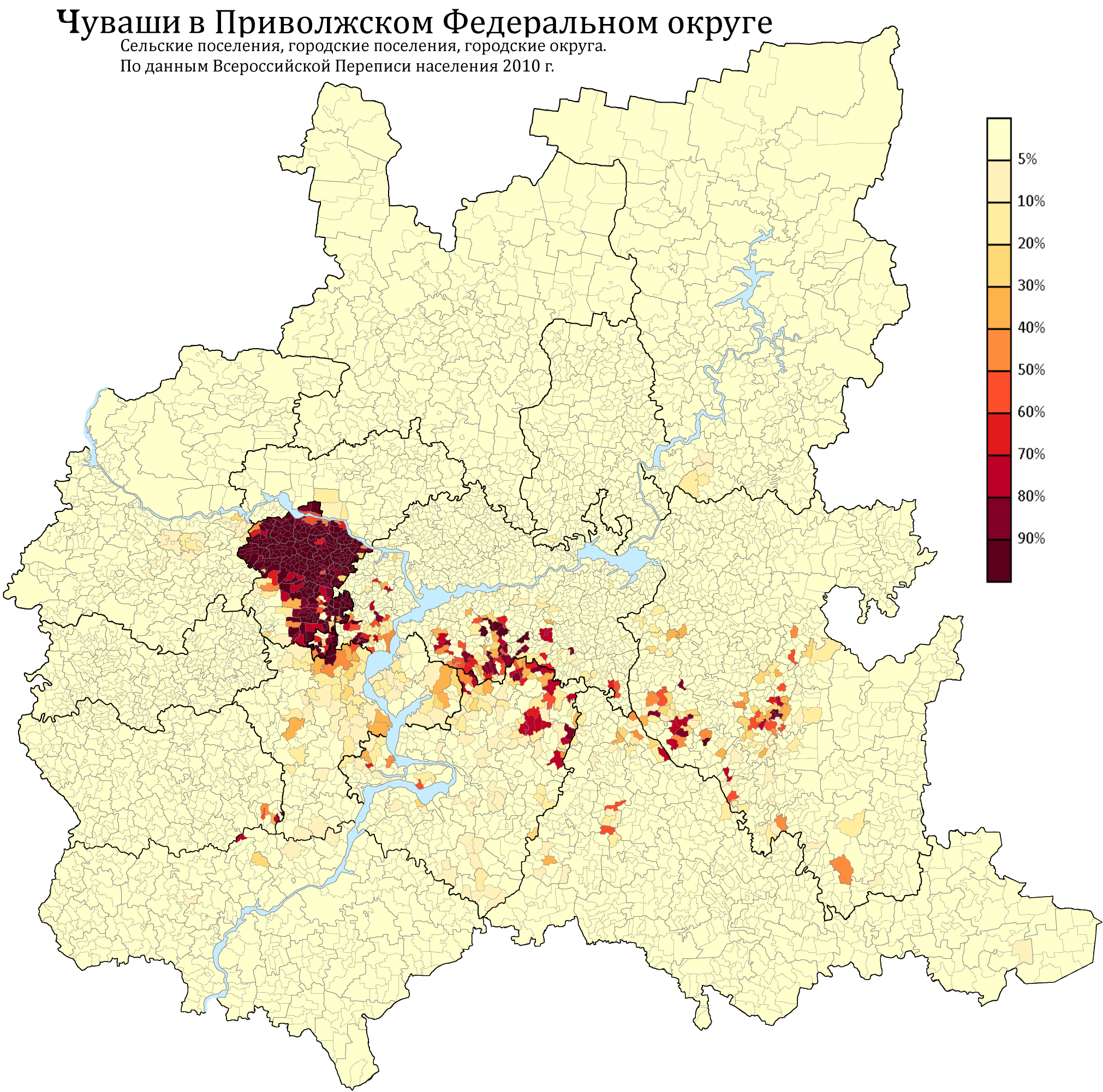
Розселення чувашів у Приволзькому федеральному окрузі

## Історія

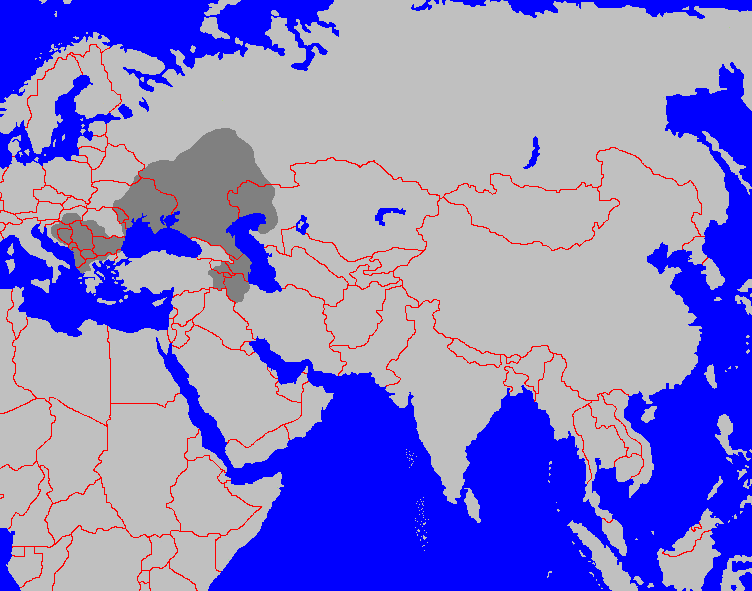
Велика Булгарія (650—922)

Наприкінці VII — на поч. VIII ст. тюркомовні пращури сучасних чувашів — булгари — розселилися на обох берегах Волги, вище Самарської Луки. Однак, основний масив (зокрема й сувари) — у Нижньому Закам'ї (тобто у південних районах сучасного Татарстану). Північні і північно-західні райони сучасної Чувашії, де в древності мешкали фіно-угорські племена (предки гірських марі та ерзі), у IX й Х ст. були зайняті булгарами і суварами. В епоху Волзької Булгарії територія сучасної Чувашії була однією з периферійних зон проживання булгарських племен. У басейні Середнього Цивіля перші болгарські поселення з'явилися в ХІІ ст. Суцільне заселення булгаро-чувашами території центральної та північної Чувашії відноситься до XIV — поч. XV ст.
Після прийняття на річці Джавшир в 922 році ісламу ханом Булгарії Алмушем, князь Бупар очолив процес від'єднання суварів/булгар-язичників від суварів/булгар-мусульман. Після захоплення столиці Булгарії — міста Булгара монголо-татарськими ордами в 1236 році і загибелі останнього булгарського правителя Ільгама процес відділення суварів-язичників прискорився. Крім того булгари-мусульмани запозичивши чимало кипчацьких слів з лексикону завойовників поступово забували первісну древньо-булгарську мову. Паралельно продовжувався процес асиміляції угро-фінських племен і взаємообмін між цими культурами.
Вже з XV сторіччя чуваші входять до складу Казанського ханства, а з 1551 року до складу Московії.

## Національний рух
У розвитку сучасної чуваської інтелігенції ключову роль зіграла Чуваська учительська школа, що діяла у Симбірську (чув. Чĕмпĕр, нині Ульяновськ). У часи першої російської революції з'являється чуваське відділення Союзу вчителів. У 1917 році відбувається загальночуваський з'їзд, на якому створюється Чуваське національне товариство. Чуваші відіграють ключову роль у діяльності Союзу малих народів Поволжя, утворюється Чуваська національно-соціалістична партія. У 1918 році діє Чуваська центральна рада, яка мала бути відповідальною за входження Чувашії до складу Ідель-Уралу. Під час громадянської війни частина чуваських діячів виступає на стороні більшовиків, частина приєднується до сил Комітету членів Установчих зборів та Ідель-Уралу. У 1920 році утворюється Чуваська автономна область у складі РСФРР.
Під час Другої світової війни діє чуваська група у складі легіону Ідель-Урал, яка очолює Федір Паймук.
Під час розпаду СРСР утворюється Чуваський національний конгрес та Партія чуваського національного відродження. Її лідер філолог Атнер Хузангай займає перше місце на виборах президента Чувашії у 1991 році, бере участь у створенні Організації непредставлених націй та народів.

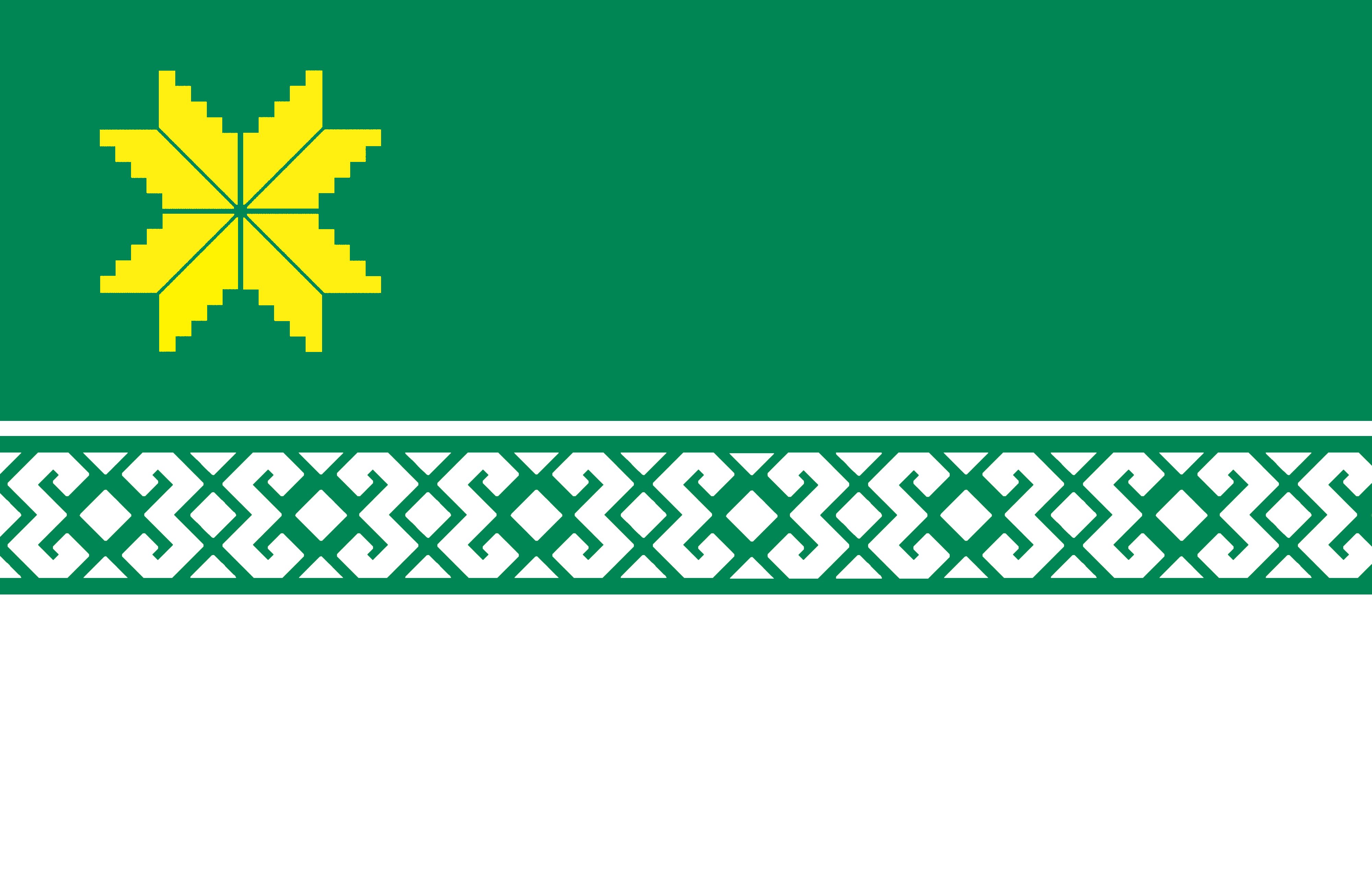
прапор Чувашії 1918
Прапор національно-культурної організації "Хавал"
Сучасний прапор Чувашії

## Мова
Чуваська мова належить до булгарської підгрупи тюркських мов. Її використання поступово знижується, як і викладання мови у навчальних закладах.
Згідно перепису населення РФ 2010 року, 80,79 % серед етнічних чувашів в Чувашії вільно володіють чуваською мовою.
Чуваші є єдиними на сьогоднішній день прямими нащадками волжсько-камських булгар за своєю мовою, та єдиним народом, що зберіг мову булгарської підгрупи. Одна з стародавніх назв чувашів — булгар, також суваз, сувар, біляр.

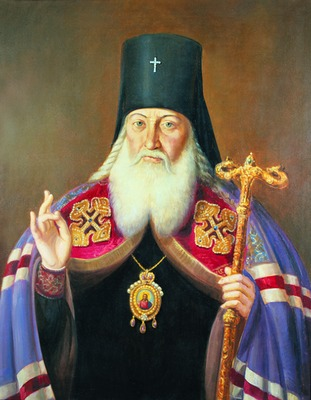
Веніамін (Пуцек-Григорович), автор першої сучасної граматики чуваської мови
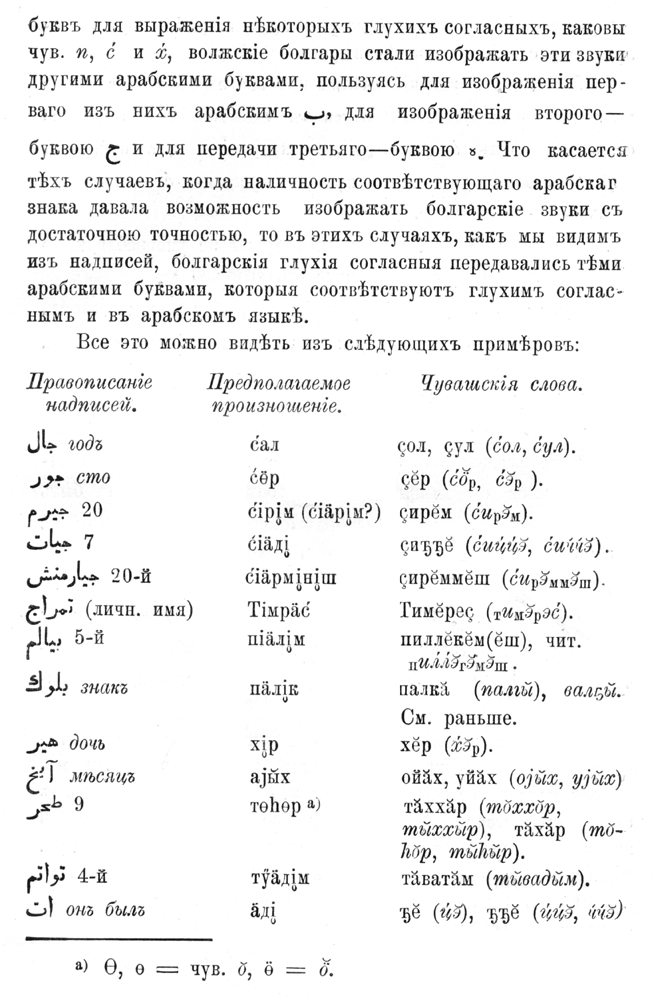
Приклади булгарської писемності
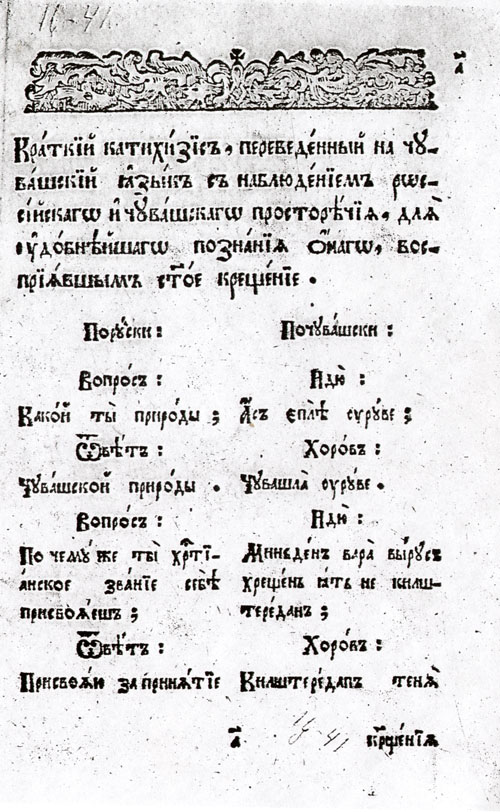
Перша друкована чуваська книга (1800)

## Духовна культура
Традиційна Чуваська віра (різновид зороастризму) являла собою складну систему вірувань. У ній було чимало стародавніх елементів, зв'язаних з шануванням сил природи, які приймаються за різні божества. Для традиційної релігії був характерний дуалізм: добрим богам і божествам на чолі з Всевишнім богом Тура протистояли злі божества і духи на чолі з дияволом Шуйтаном. Боги і духи Верхнього світу — добрі, Нижнього світу — злі. До християнізації (середина 18 ст.) Були поширені племінні культи. Сучасна релігія віруючих чувашів — православ'я.

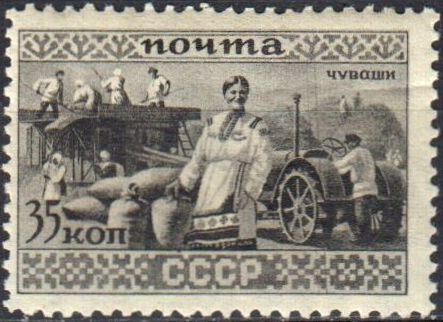
Чуваші на марці СРСР 1933 р.
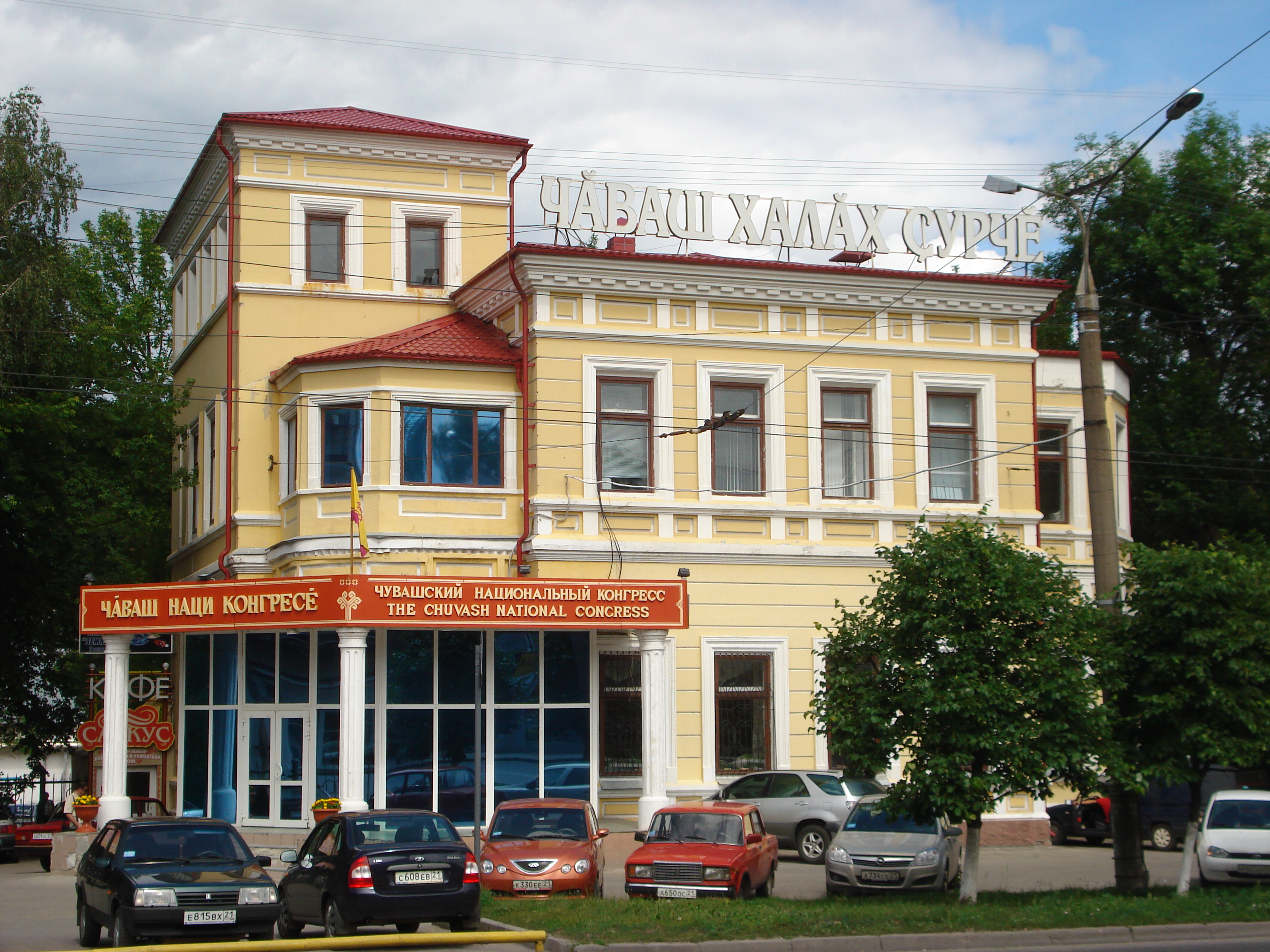
Будівля Чуваського національного конгресу
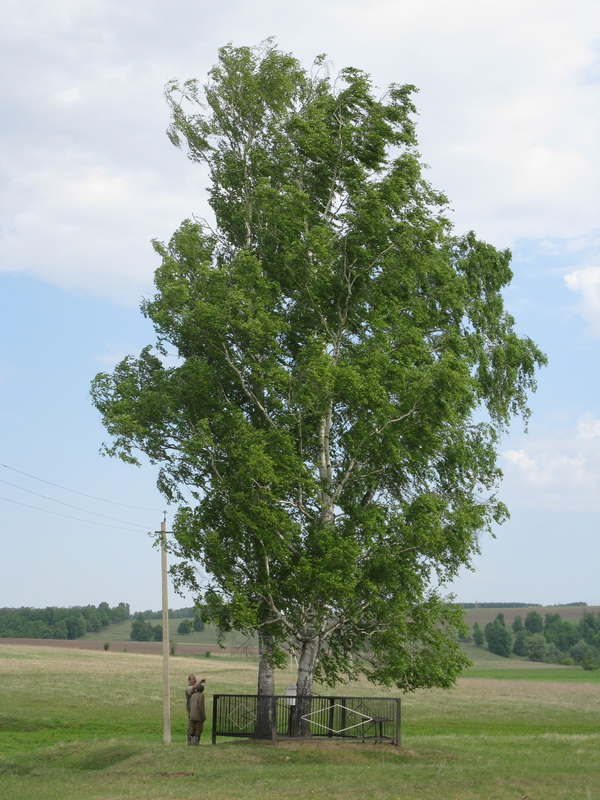
Кереметь - язичницька святиня у чуваському селі
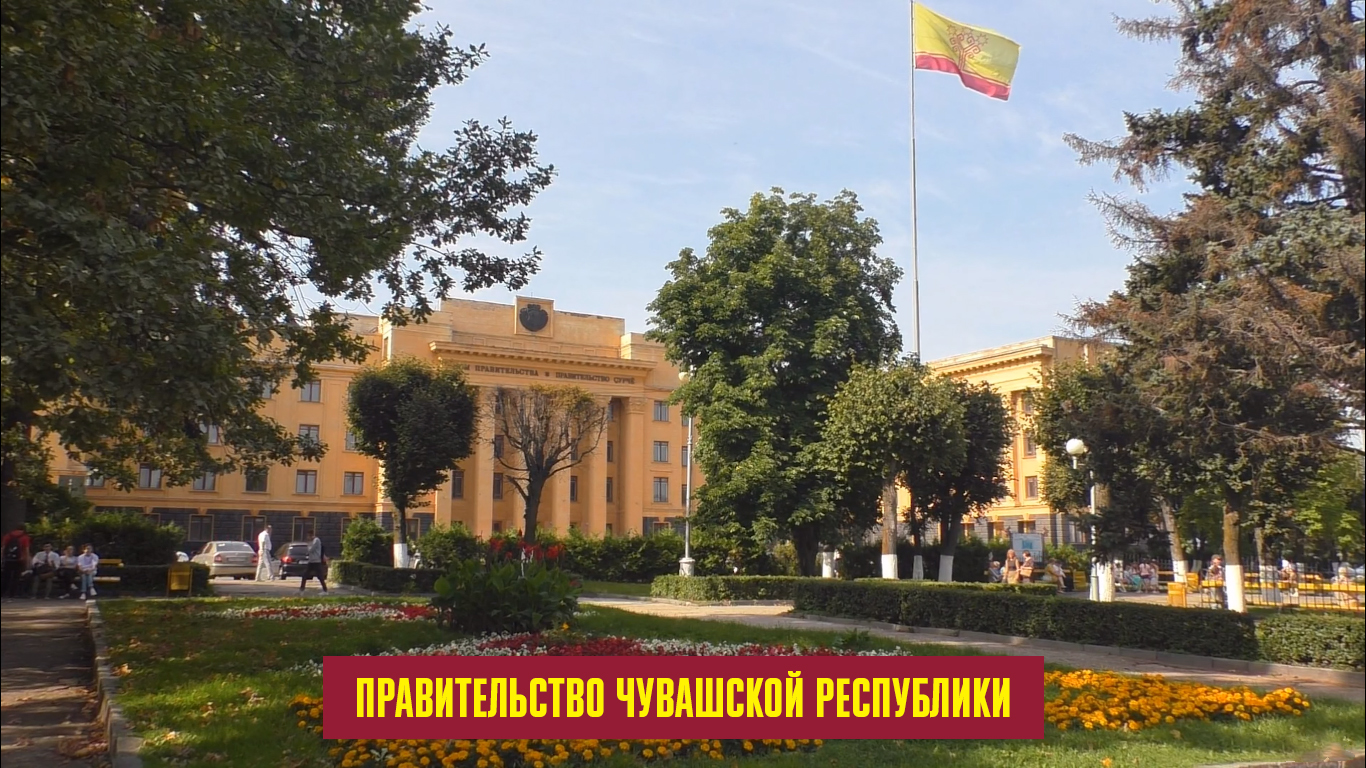
Старий будинок уряду Чуваської Республіки
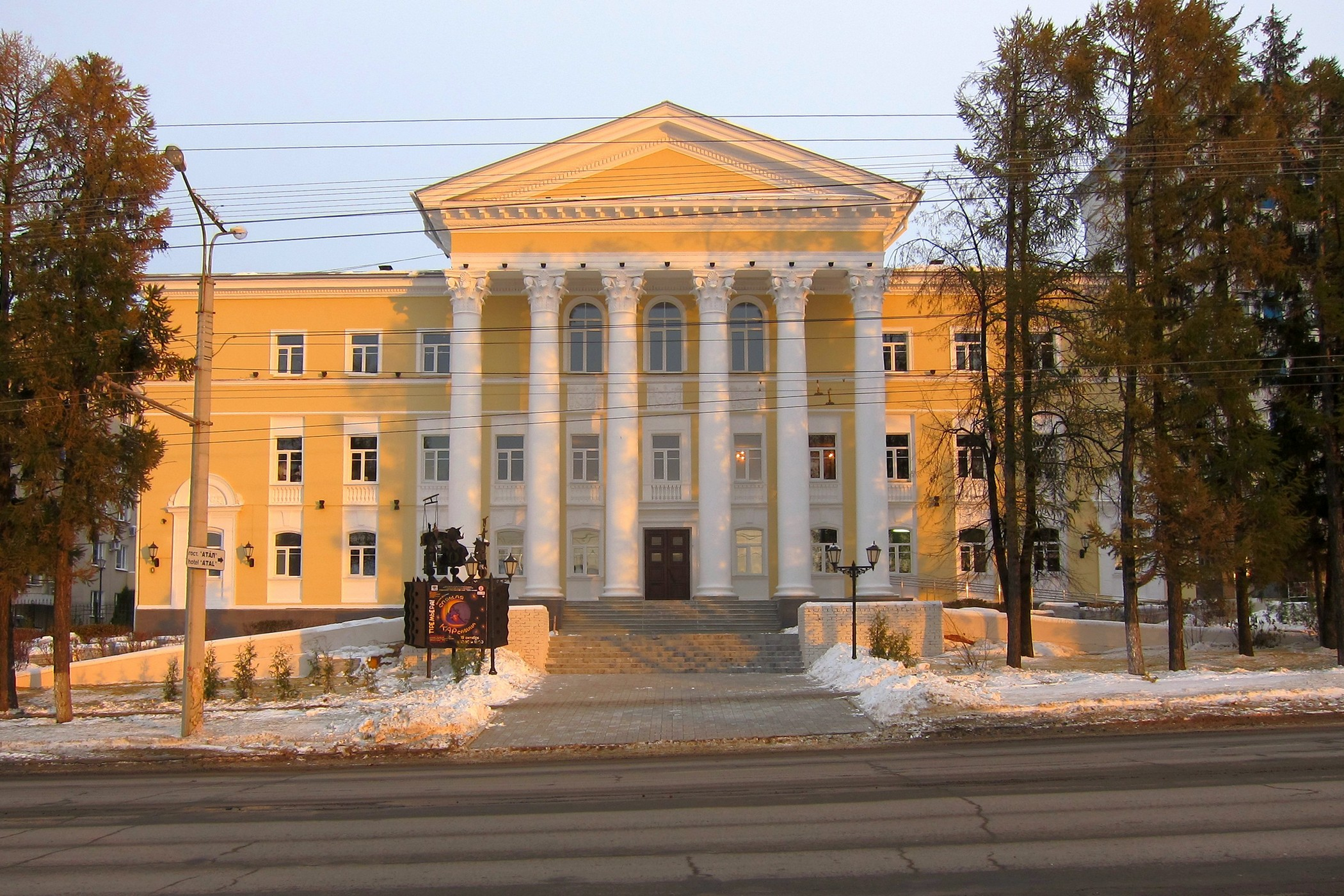
Будівля чуваського державного театру ляльок
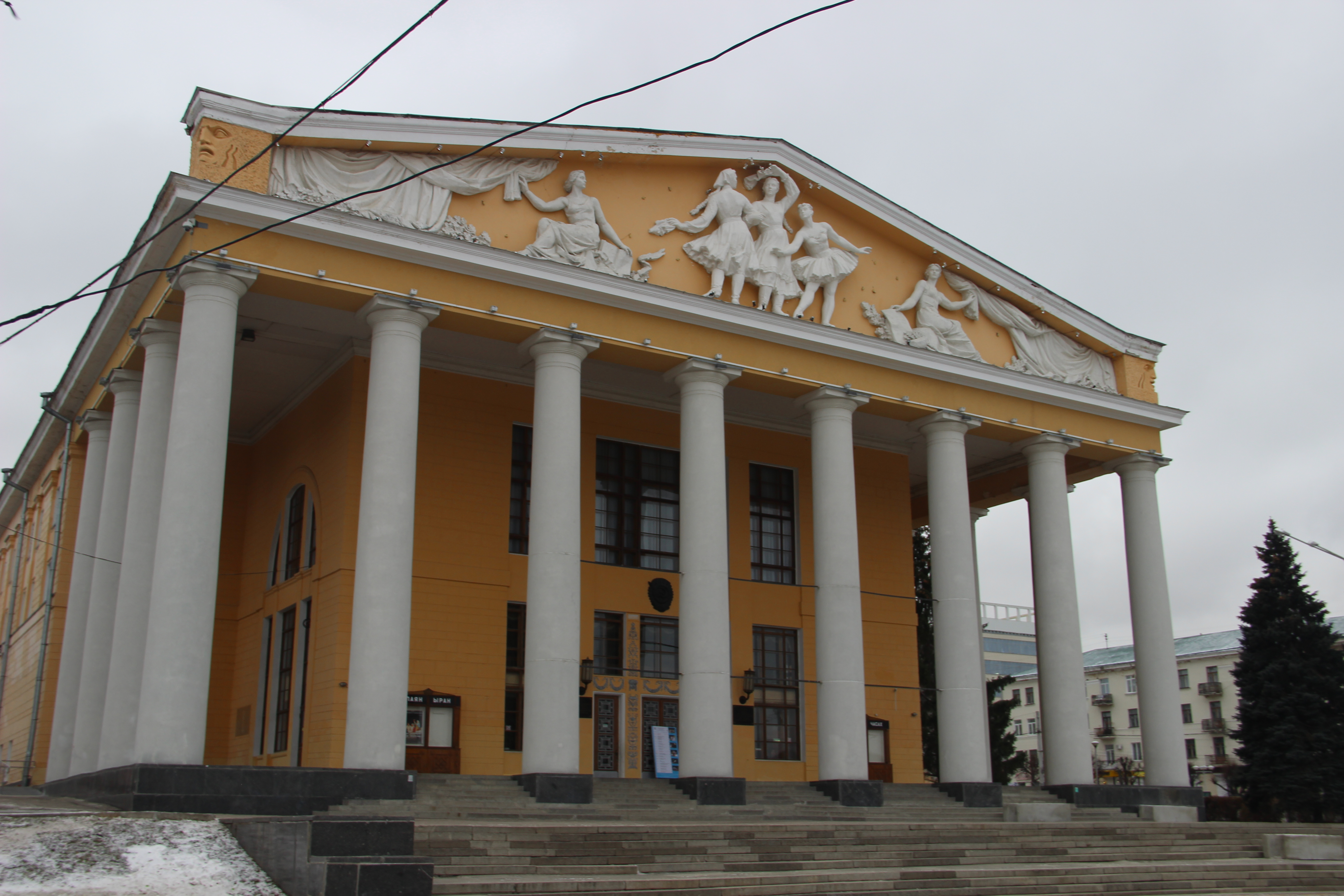
Чуваський драматичний театр.
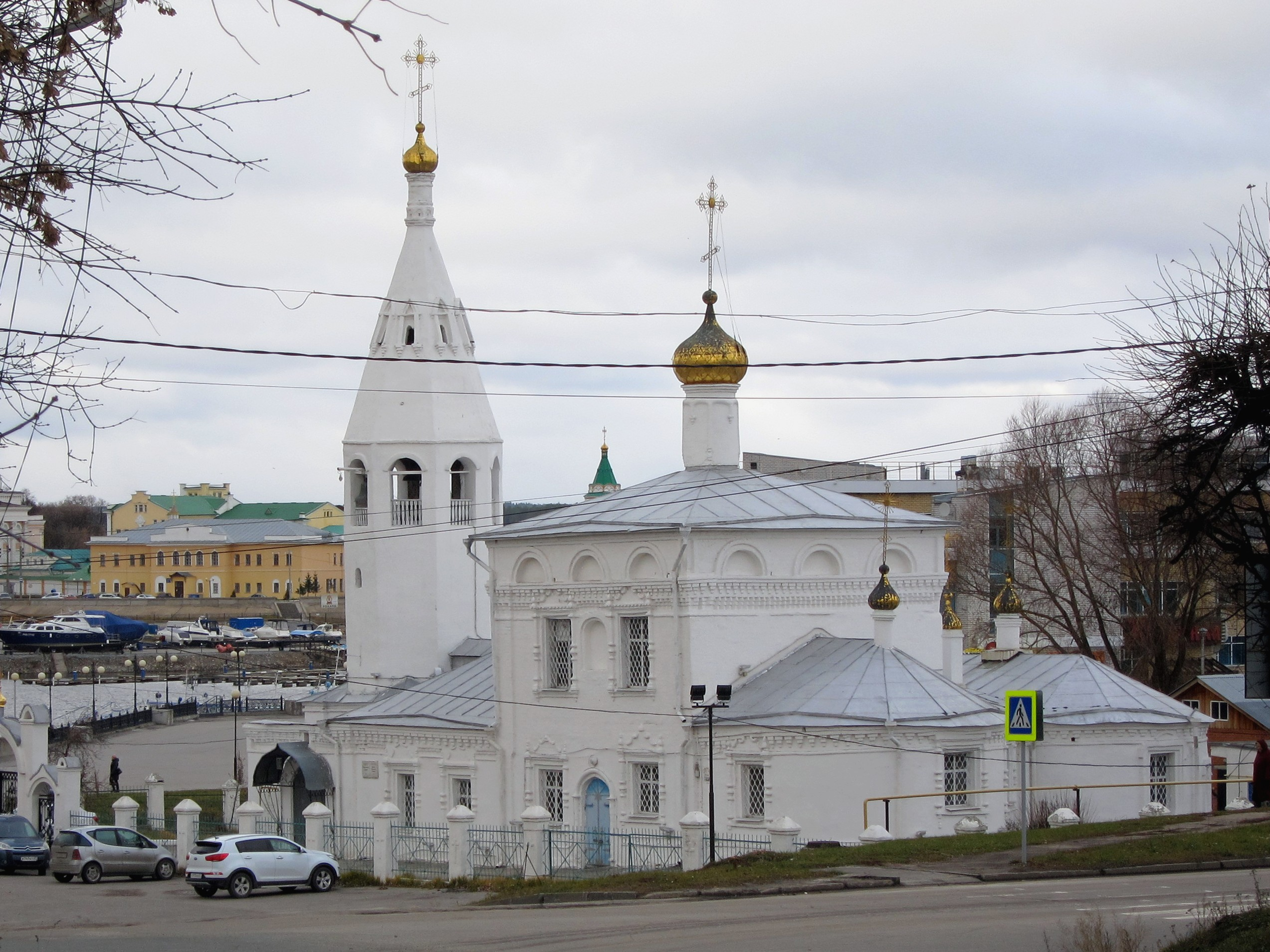
Церква Воскресіння Христового
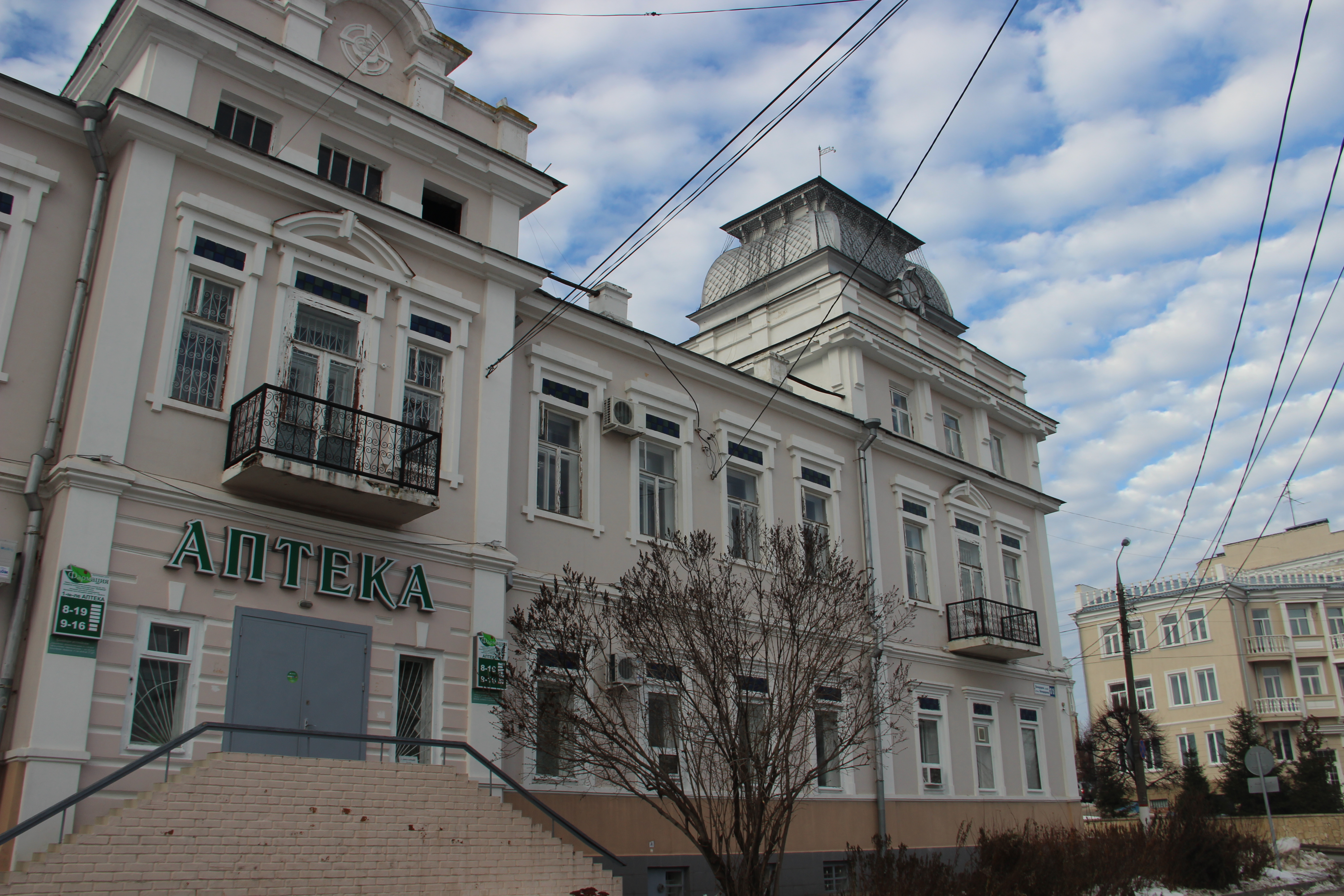
Колишня Земська аптека №1
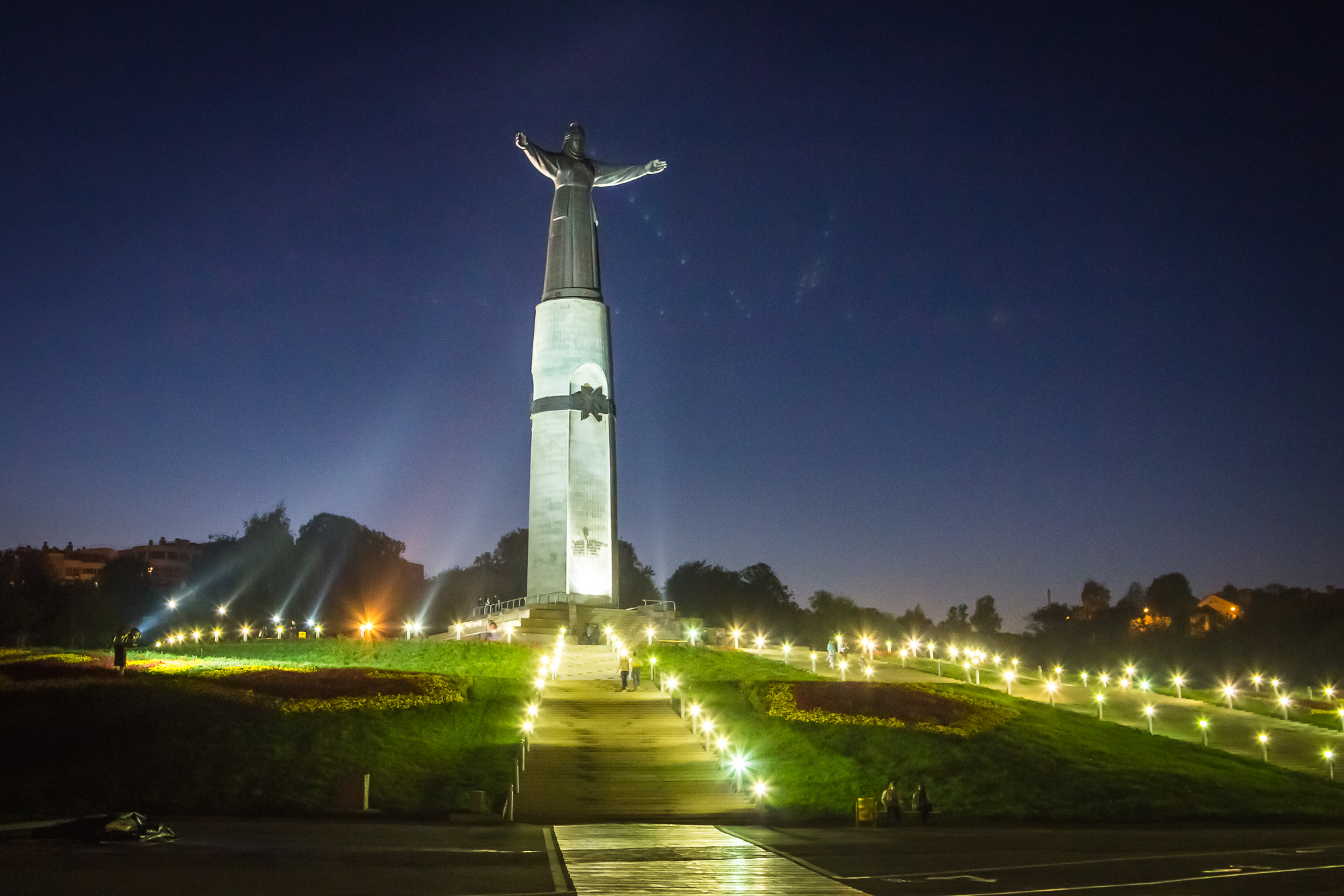
Статуя Матері покровительки чуваського народу

### Міфологія
Чуваші вважали, що світ складався з трьох частин: верхній світ, наш світ і нижній світ. І було всього сім шарів у світі. Три шари у верхньому, один у нашому, і ще три в нижніх світах.
Земля була квадратною. На ній жили різні народи. Чуваші вірили, що їх народ живе в середині землі. Священне дерево, дерево життя, якому поклонялися чуваші, підтримувало небосхил посередині. З чотирьох сторін, по краях земного квадрата, небосхил підтримували чотири стовпи: золотий, срібний, мідний, кам'яний. На верхівці стовпів розташовувалися гнізда, в яких по три яйця, на яйцях — качки.
Береги землі омивав океан, бурхливі хвилі постійно руйнували берега. «Коли край землі дійде до чувашів, кінець світу прийде», — вірили стародавні чуваші. У кожному кутку землі стояли на варті землі і людського життя чудові богатирі. Вони охороняли наш світ від усякого зла і нещасть.
Верховний бог знаходився у верхньому світі. Він правив усім світом. Громи і блискавки вергав, дощ пускав на землю. У верхньому світі перебували душі святих і душі ненароджених дітей. Коли людина вмирала, душа по вузенькому мосту, переходячи на веселку, піднімалася у верхній світ. А якщо вона була грішною, то, не пройшовши вузького мосту, душа людини падала у нижній світ, у пекло. У нижньому світі стояло дев'ять котлів, де варилися душі грішних людей. Слуги диявола невпинно підтримували під котлами вогонь.
Але були на землі щілини, або дірки, звані «какар», по яких герої спускалися в пекло і рятували своїх коханих та близьких.

### Релігії і вірування
Найпоширенішою релігією серед чувашів є православ'я зі значною часткою язичницьких обрядів. Чуваське язичництво характеризується симбіозом стародавніх тюркських, іранських, угро-фінських вірувань з елементами мусульманства.
Ще донині існують села в яких мешкають нехрещені чуваші-язичники. Чувашське язичництво — монотеїстичне[джерело?]. Приблизно один відсоток чувашів — мусульмани.

## Антропологічні типи чувашів
Для чувашів характерний складний антропологічний тип. Значній частині представників чуваського народу притаманні монголоїдні риси. Згідно з антропологічними дослідженнями 51,1 % сучасних чувашів — європеоїди, у 10,3 % переважають монголоїдні риси, 28,6 % належать до змішаних монголоїдно-європеоїдних типів.

## Чуваська діаспора
Традиційно чуваші мають дисперсну географію розселення, що охоплює практично всю територію Поволжя. Частка чувашів, що мешкали за межами сучасної Чуваської Республіки, у різний час складала: 1719 –11 %, 1897 — 35,7 %, 1989 — 50,8 %, 2002 — 45,7 % (без урахування чувашів, що мешкали за межами сучасної РФ). У 1897 р. 59,4 % всіх російських чувашів мешкали на території Казанської губернії. З появою Чуваської АРСР, 40,2 % чувашів опинились за її кордонами. Всеросійський перепис населення 2002 р. зафіксував, що чуваші мешкають в усіх суб'єктах федерації. Зокрема, 78,3 % всіх чувашів мешкають у Поволжі і 10,2 % на Уралі. Найчисельніші і найкомпактніші громади чувашів мешкають у Татарстані (126,5 тис.) і Башкортостані (117,3 тис.).
Згідно Всеукраїнського перепису населення 2001 р. в Україні живуть 10 593 чуваші.

## Галерея

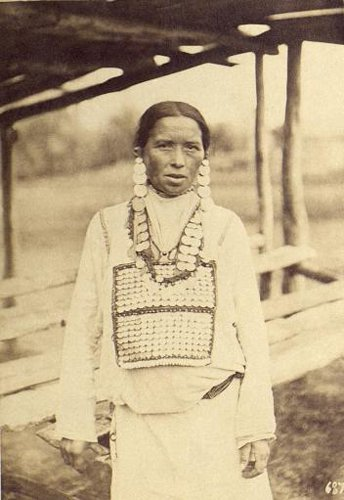
Чуваші XIX століття
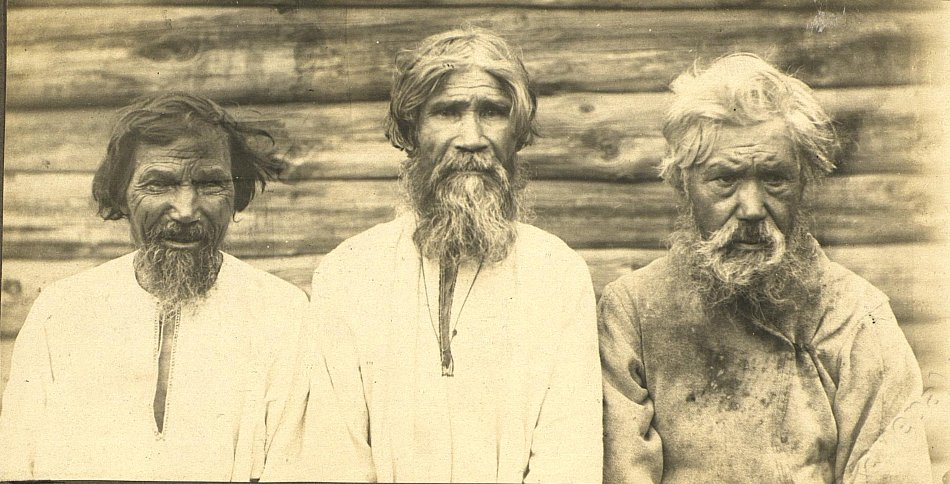
Чуваші
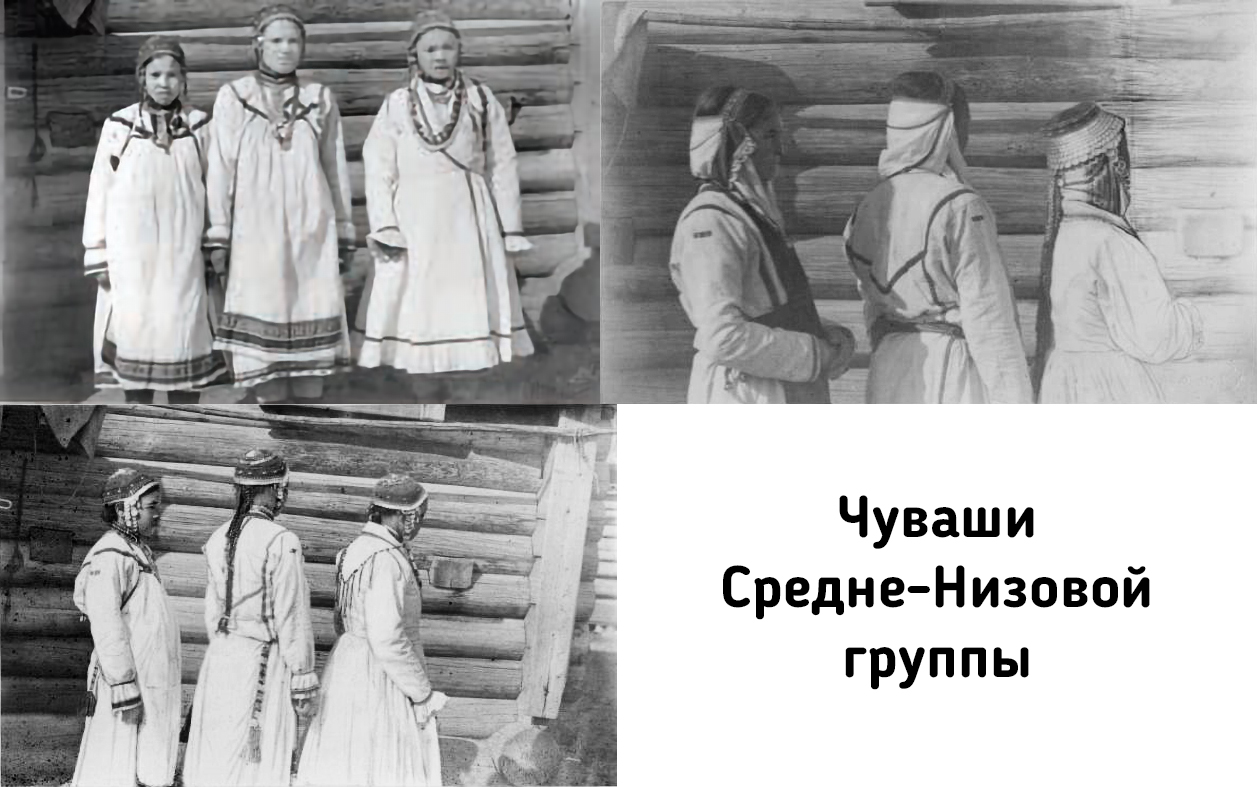
Чуваші XIX століття
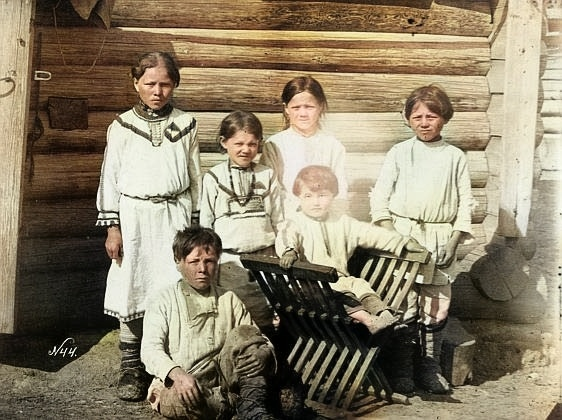
Чуваші XIX століття
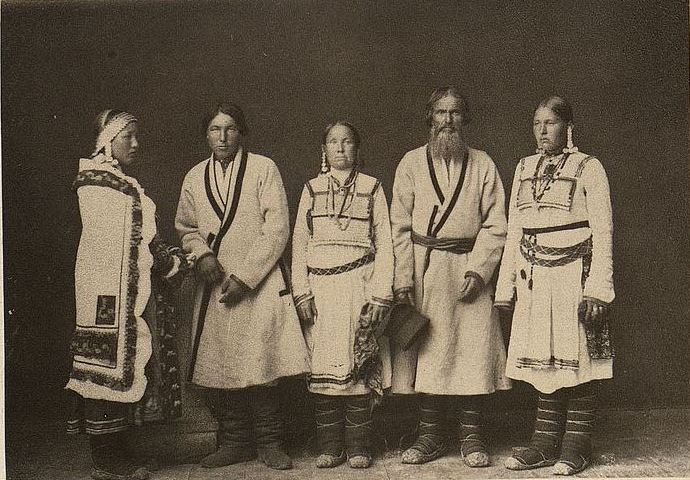
Чуваші
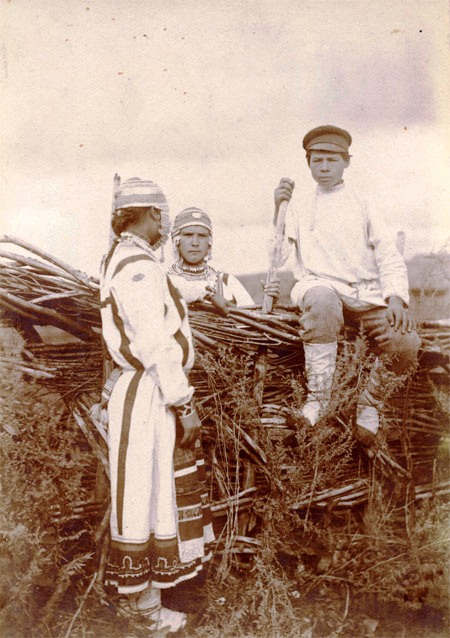
Середньонизові чуваші

## Найвідоміші чуваші
- Сеспель Мішші — поет перекладач і письменник,жив в Україні.
- Антер Хузангай — філолог, лідер національного руху у 1990-х.
- Геннадій Айгі — поет і перекладач.
- Адріан Ніколаєв — льотчик-космонавт СРСР, двічі Герой Радянського Союзу, генерал-майор авіації, двічі здійснив орбітальні польоти в космос, член першого зоряного загону, 3-й радянський космонавт.
- Іван Яковлєв — педагог-просвітитель народів Надволжя, склав чуваський алфавіт.
- Лілія Єфремова — українська біатлоністка чуваського походження.
- Хведі Чуваш — чуваський народний поет.
- Ухсай Яків —  радянський чуваський поет і письменник, драматург, перекладач, публіцист,член ВКП (б).
- Партта Кестентін — чуваський поет, зачинатель чуваської літератури.